# Smitipsylla maseri
Smitipsylla maseri är en loppart som beskrevs av Lewis 1971. Smitipsylla maseri ingår i släktet Smitipsylla och familjen fågelloppor. Inga underarter finns listade i Catalogue of Life.